# 什利亞霍韋 (博布里涅茨區)
48°1′9″N 32°10′22″E / 48.01917°N 32.17278°E
什利亞霍韋（烏克蘭語：Шляхове），是烏克蘭中部的村莊，隸屬基洛夫格勒州的克羅皮夫尼茨基區。該村面積1.01平方公里，海拔高度140米，2001年人口217，人口密度每平方公里215.5人。